# 蔣公感恩堂
22°36′08″N 120°16′32″E / 22.602337°N 120.275522°E
蔣公感恩堂，是位於臺灣高雄市旗津區復興里、大陳人祭拜蔣中正（蔣介石）的廟宇，後改為觀音廟，配祀蔣中正。

## 沿革
蔣公感恩堂創建時間為1975年，前身與蔣公報恩觀一樣都是大陳新村眷戶在公有地上架設的蔣公靈堂，後募款改建成廟宇。位於復興里的此廟，因與實踐里的蔣公報恩觀堂相較規模較大，遂被稱「大房子」。
1983年、2006年6月開始到2007年，蔣公感恩堂都有整修。

## 祭祀
來蔣公感恩堂敬拜者，除旗津的大陳人之外，也有左營眷村的老兵和將領；特別在蔣公逝世紀念日時，會有比平常多的人潮，還有人提壽桃來祝壽。廟婆周金鳳回憶，在蔣介石108歲冥誕那年，有兵提來108個壽桃，將供桌擺得很滿。
每逢重大節日，當地的大陳人都會在此廟辦桌，有炒年糕、豬肉飯、雞酒湯、薑茶麵、槌魚麵、肉皮亭及雞蛋酒等料理。
此廟後來加入大陳人信仰的觀世音菩薩與三官大帝。當地居民、大陳人第二、三代子弟到此廟，都是膜拜觀世音菩薩，反而較少拜蔣介石。隨著大陳人搬離旗津區散居各地、老兵逐漸去世等因素，祭祀蔣介石的場面越來越冷清。
2006年整修後的同年12月，廟方管理委員會擲筊決定將觀世音菩薩與蔣介石像對調，改主神為觀世音；一位過去三十年來固定早晨上香祈福的鮑姓老主委得知時，一度落淚。2010年8月，當地居民林春生表示，2008年受到去蔣化運動影響，為避免閒言閒語，廟方將觀世音菩薩與蔣介石像位置對調，而且民間傳統也認為「菩薩當然比蔣公大」。

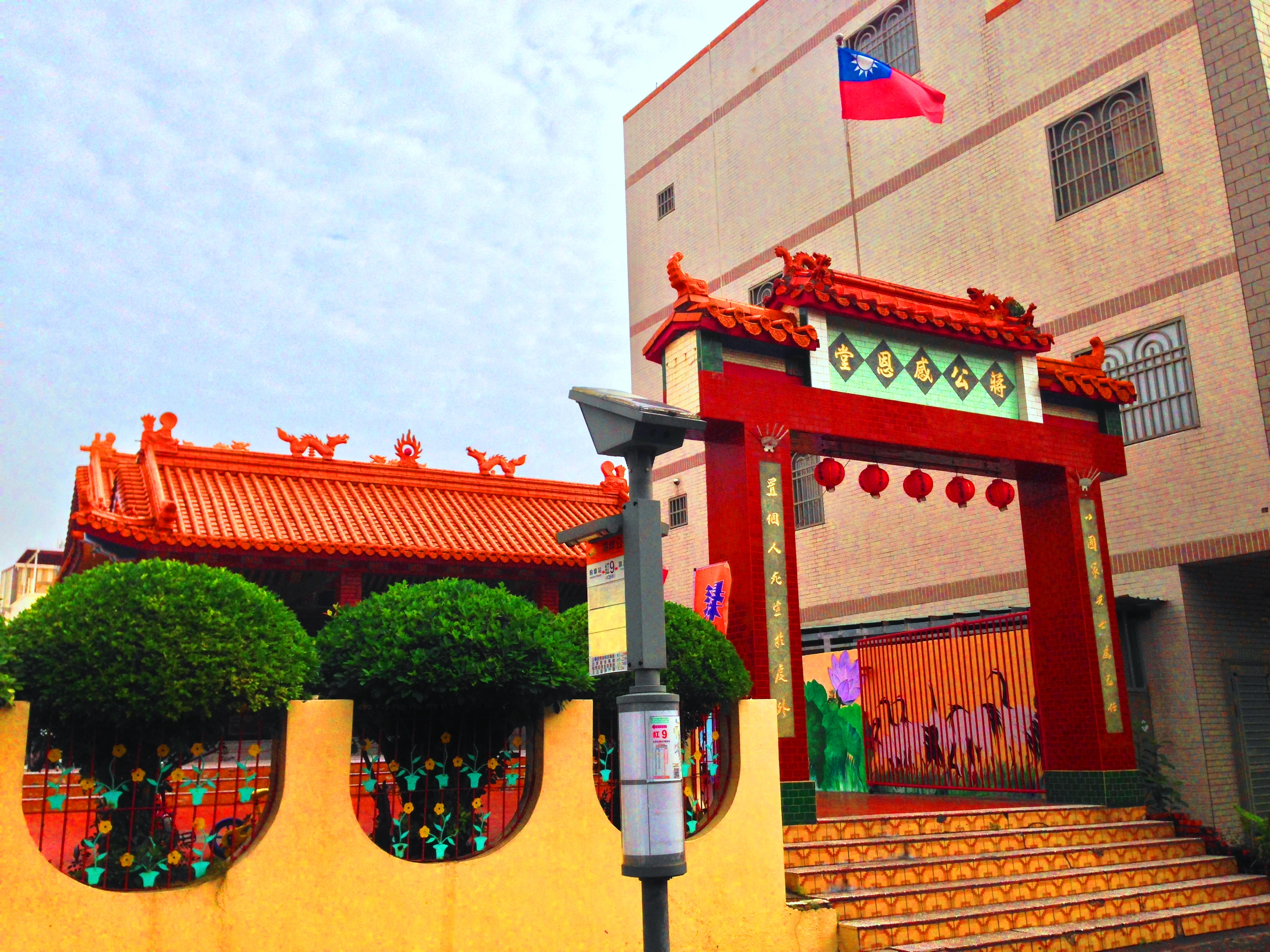
廟位於高雄市旗津區復興三巷7號[7]，為旗津海洋公園入口對面[3][6]。高雄市政府也將此廟列為觀光景點[5]。
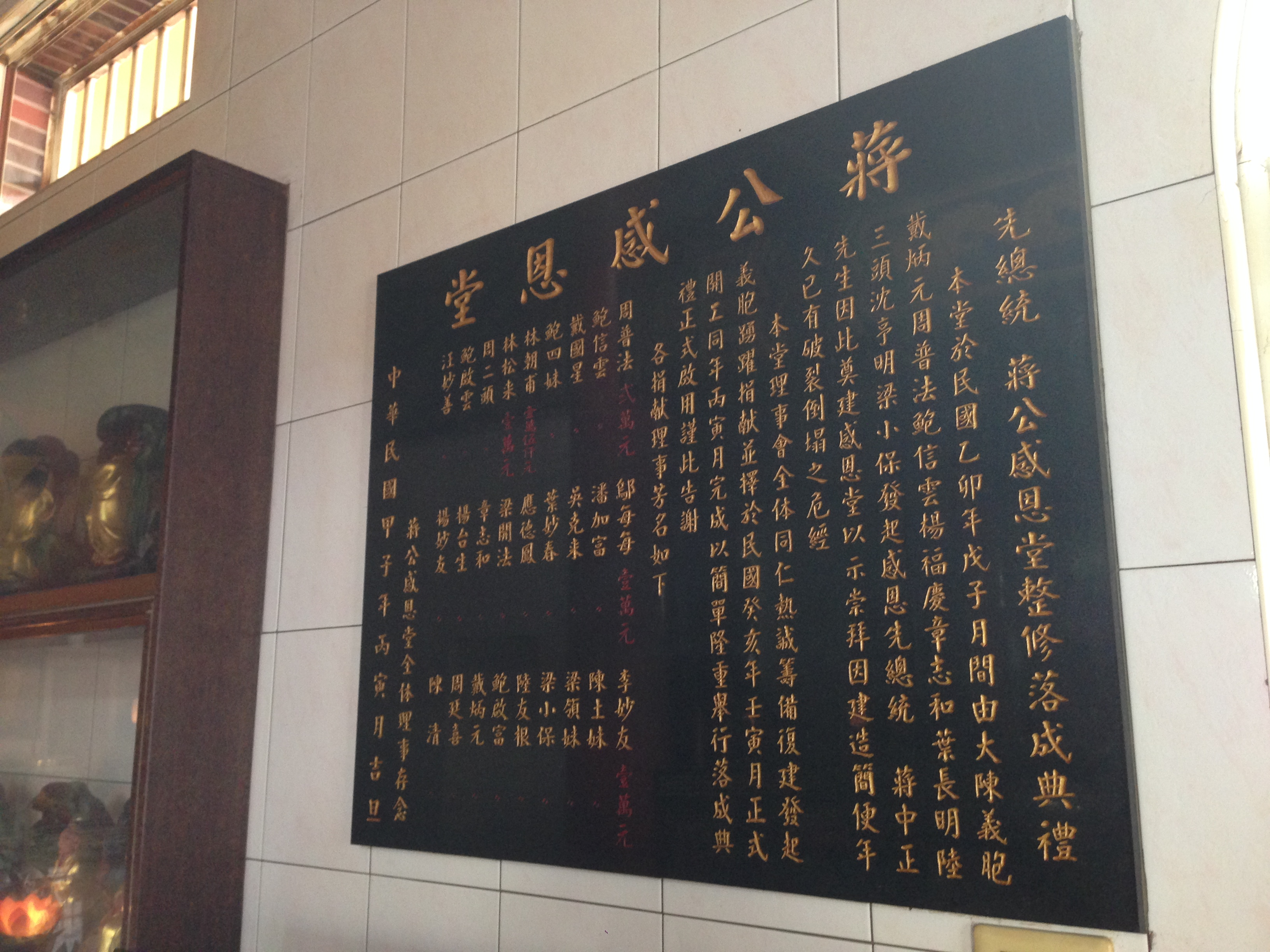
捐獻錄寫乙卯年（1975年）募款，因構造簡便、久有破裂倒塌危險，於癸亥年（1983年）發起復建，同年落成。
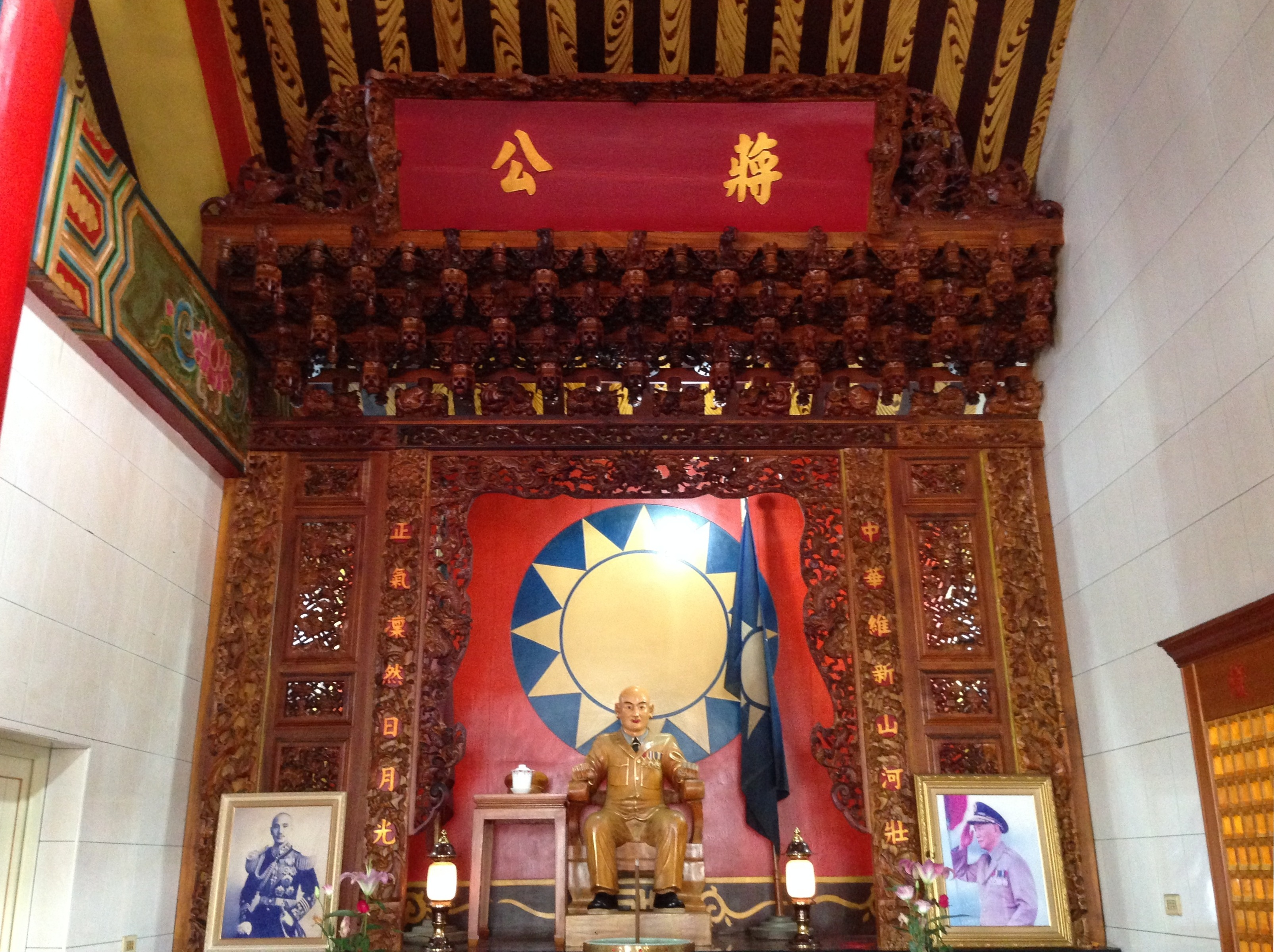
蔣公神像已改成左祀[7]。2011年左右，廟方籌款再雕一尊著軍裝的蔣公神像[6]。